# Tonggondoa
Tonggondoa is een bestuurslaag in het regentschap Bima van de provincie West-Nusa Tenggara, Indonesië. Tonggondoa telt 1150 inwoners (volkstelling 2010).